# Karijotas
Karijotas (getauft Michal; * zwischen 1305 und 1308; † um 1362) war Herzog von Nawahrudak (litauisch: Naugardukas) und Waukawysk (litauisch: Valkaviskas) und einer der Söhne von Gediminas, Großherzog von Litauen.
Laut dem polnischen Historiker Jan Tęgowski wurde er wahrscheinlich zwischen 1305 und 1308 geboren. Er wurde vor 1349 getauft.
Großherzog Algirdas schickte ihn 1349 zusammen mit zwei Söhnen, Aikštas oder Eikšis aus Eišiškės und Simeon aus Svislach, zu Dschani Beg, Khan der Goldenen Horde, um ein Bündnis gegen die Deutschen Ritter und das aufstrebende Großherzogtum Moskau auszuhandeln. Dschani Beg übergab Karijotas jedoch für ein Lösegeld an Simeon Iwanowitsch.
Die Söhne von Karijotas (Karijotaičiai) Konstantinas, Jurgis, Aleksandras und Teodoras in der Schlacht am Blauen Wasser (1363) halfen Großherzog Algirdas, die Armee der Goldenen Horde zu besiegen, und dafür erhielt er von ihm die Kontrolle über Podolien. Einige von Karijotas Söhnen wurden 1399 in der Schlacht von Worskla getötet.